# Павлов Олег Олексійович
Оле́г Олексі́йович Па́влов (12.06.1967 — 31.08.2020) — підполковник Збройних Сил України, учасник АТО і ООС.

## З життєпису
Проживав в місті Чигирин (Черкаська область). Кадровий військовий, підполковник Збройних Сил України. Працював військовим комісаром Чигиринського комісаріату. З перших місяців російсько-української війни став на до лав ЗСУ, постійно був на передньому рубежі. Провів чотири ротації на лінії вогню. Після повернення із зони боїв займався волонтерством, їздив з допомогою до своїх побратимів.
31 серпня 2020 року загинув у ДТП на Чигиринщині.
Без Олега лишились мати, донька Анна і дружина, заступник генерального директора з наукової роботи Національного історико-культурного заповідника «Чигирин» Павлова Світлана Федорівна.